# Swift (cratera deimoniana)

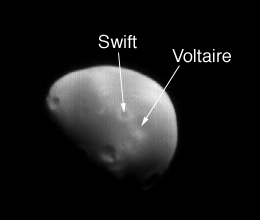

Swift é uma cratera de impacto em Deimos, uma das duas luas de Marte. Tem como característica 10.06 quilômetros de diâmetro e recebeu o nome em homenagem a Jonathan Swift, um escritor irlandês que já suspeitava a existência de duas luas em Marte antes de serem descobertas. Juntamente com Voltaire é uma das duas crateras nomeadas de Deimos.